# Bergkullslätt

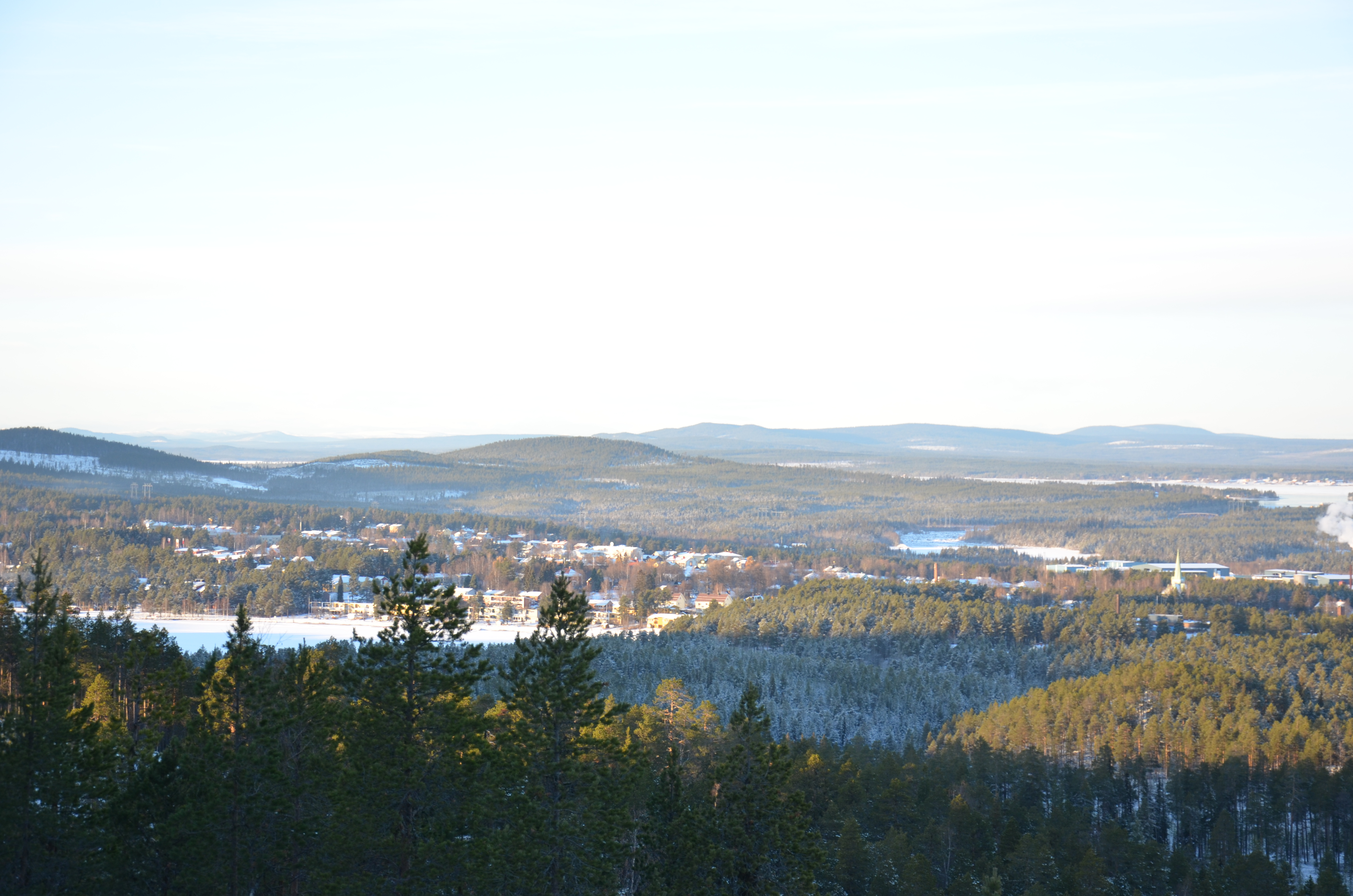
Bergkullslätt i Jokkmokks kommun, Norrbottens län. Notera bergkullen eller restberget i bakgrunden.

Bergkullslätt eller bergkullsland är en terrängtyp som förekommer i Fennoskandiska urbergsskölden och består av urbergsslätter med enstaka höjder kallade bergkullar, som även de består av urberg.
Bergkullslätter finns i delar av Småland, västra Dalarna och Norrlands inland mellan kustzonens blandrelief och fjällen. Inlandet strax väst om Höga kusten är dock ett storskaligt sprickdalslandskap. Bergkullslätter finns även i norra Finland.